# Guernanville
Guernanville is een plaats en voormalige gemeente in het Franse departement Eure (regio Normandië) en telt 89 inwoners (2009). De plaats maakt deel uit van het arrondissement Évreux. Guernanville is op 1 januari 2016 gefuseerd met de gemeente Sainte-Marguerite-de-l'Autel tot de gemeente Le Lesme. 

## Geografie
De oppervlakte van Guernanville bedraagt 3,2 km², de bevolkingsdichtheid is dus 27,8 inwoners per km².
De onderstaande kaart toont de ligging van Guernanville met de belangrijkste infrastructuur en aangrenzende gemeenten.

## Demografie
Onderstaande figuur toont het verloop van het inwonertal (bron: INSEE-tellingen).